# Jean Rösch
Jean Rösch, né le 5 janvier 1915 à Sidi Bel Abbès et mort le 20 janvier 1999 à Lourdes, est un astronome français.

## Biographie
D'origine danoise du côté paternel et bigourdane du côté maternel, Jean Rösch est le fils d'un médecin militaire dont le père s'est installé en Algérie. Élève au lycée d'Alger, il fait de 1933 à 1937 des études supérieures scientifiques à l’École normale supérieure et à la faculté des sciences de l'université de Paris, où il obtient les licences ès sciences mathématiques et ès sciences physiques. Il prépare ensuite le diplôme d'études supérieures auprès de Bernard Lyot à l'observatoire de Meudon, puis est lauréat du concours d'agrégation de sciences physiques en 1937. Il est ensuite affecté au service des études et inventions concernant la défense contre avions. Après l'armistice, il est nommé aide-astronome à l'observatoire de Bordeaux (août 1940). Il obtient en 1943 devant la faculté des sciences de l'université de Paris le doctorat ès sciences physiques avec une thèse principale intitulée Mesures stéréoscopiques appliquées à l'astronomie et recherches connexes d'optique physiologique ; il est alors promu astronome-adjoint. En 1947, il est nommé à la suite de Jules Baillaud  directeur de l'observatoire du Pic du Midi, fonction qu'il occupe jusqu'en 1981. Il est nommé professeur titulaire de la chaire d'astronomie physique de la faculté des sciences de l'université de Paris le 1er décembre 1963 (décret du 27 février 1964). Rösch a été président de la Société astronomique de France (SAF) de 1966 à 1970.